# Trachydium simplicifolium
Trachydium simplicifolium är en flockblommig växtart som beskrevs av William Wright Smith. Trachydium simplicifolium ingår i släktet Trachydium och familjen flockblommiga växter. Inga underarter finns listade i Catalogue of Life.